# Resolutie van de Verenigde Naties
Een resolutie van de Verenigde Naties is een resolutie die is aangenomen door een orgaan van de Verenigde Naties. In de praktijk worden de meeste VN-resoluties aangenomen door de Algemene Vergadering en de Veiligheidsraad.

## Resolutie van de Algemene Vergadering van de Verenigde Naties
Resoluties van de Algemene Vergadering zijn niet bindend voor de leden van de Verenigde Naties, tenzij het besluiten betreft die betrekking hebben op de interne organisatie. Een besluit van de Algemene Vergadering wordt met gewone meerderheid van stemmen genomen, tenzij het een besluit over belangrijke zaken betreft. In dat geval wordt het besluit met een tweederdemeerderheid van de stemmen genomen.

## Resolutie van de Veiligheidsraad van de Verenigde Naties
Er zijn twee soorten resoluties van de Veiligheidsraad: voorstellen en besluiten. Resoluties van de Veiligheidsraad, die besluiten zijn, zijn wel bindend voor de leden van de Verenigde Naties. Een resolutie van de Veiligheidsraad is aangenomen wanneer negen of meer leden van de Veiligheidsraad voor de resolutie hebben gestemd, en geen van de permanente leden van de Veiligheidsraad tegen de resolutie heeft gestemd.